# Wiadukt kolejowy w Krakowie-Grzegórzkach
Wiadukt kolejowy na Grzegórzkach – most kolejowy w Krakowie nad ulicą Grzegórzecką i ulicą Dietla, pierwotnie na Starej Wiśle, ukończony w 1863 roku, a od 2. połowy XIX wieku po zasypaniu koryta rzeki, wiadukt. Rozebrany w styczniu 2022 roku, przeprowadzona została jego rozbudowa i odtworzenie.

## Historia
Został wybudowany w latach 1861–1863 i oddany do użytku 23 listopada 1863 roku jako most kolejowy nad starym korytem Wisły przez spółkę Kolej Karola Ludwika na linii Kraków-Lwów. Zaprojektowany został przez krakowskiego architekta Leona Mikuckiego. Zastąpił on istniejący wówczas w tym miejscu od kilku lat most drewniany (wybudowany w latach 1854–1856). Obecnie prowadzi przez niego linia kolejowa nr 91 – wiadukt znajduje się między dworcem Kraków Główny, a przystankiem kolejowym Kraków Grzegórzki.
Most ma 98 m długości i 12 m szerokości, został zbudowany dla linii kolejowej dwutorowej. Składa się z 5 przęseł (o wysokości 7 m i rozpiętości 11 m) opartych na kamiennych filarach oraz łukowych sklepień zbudowanych z cegły.
W latach 1878–1880, gdy zasypano dawne koryto Wisły, most stał się wiaduktem i pozostał nim do dziś. Był jednym z najstarszych zachowanych mostów krakowskich. Po jego wschodniej stronie (od ul. Grzegórzeckiej) w kręgach nad filarami wciąż widnieją cyfry z datą jego otwarcia, a od strony ul. Józefa Dietla do lat 50. XX w. umieszczone były litery GKLB (oznaczające Galizische Karl Ludwig Bahn).
Wiadukt jest jednym z obiektów na trasie Krakowskiego Szlaku Techniki utworzonego 6 kwietnia 2006 r.
W ramach rozbudowy linii kolejowej między dworcem Kraków Główny a przystankiem kolejowym Kraków Zabłocie wiadukt miał zostać przebudowany i poszerzony do czterech torów, zamiast dotychczasowych dwóch. Miało to być możliwe poprzez dobudowę konstrukcji żelbetowej nawiązującej stylistycznie do części historycznej. W sąsiedztwie wiaduktu powstał przystanek kolejowy Kraków Grzegórzki. Ostatecznie jednak most został wykreślony z rejestru zabytków decyzją ministerstwa kultury we wrześniu 2021 roku i wyburzony w styczniu 2022 roku. Następnie powstała nowa konstrukcja, odtworzona w innej technologii, unosząca cztery tory, w tym dodatkowe dla Szybkiej Kolei Aglomeracyjnej, a prowadzące w stronę wiaduktu nasypy ziemne zastąpiono estakadami. Odtworzono również zabytkową elewację wiaduktu.

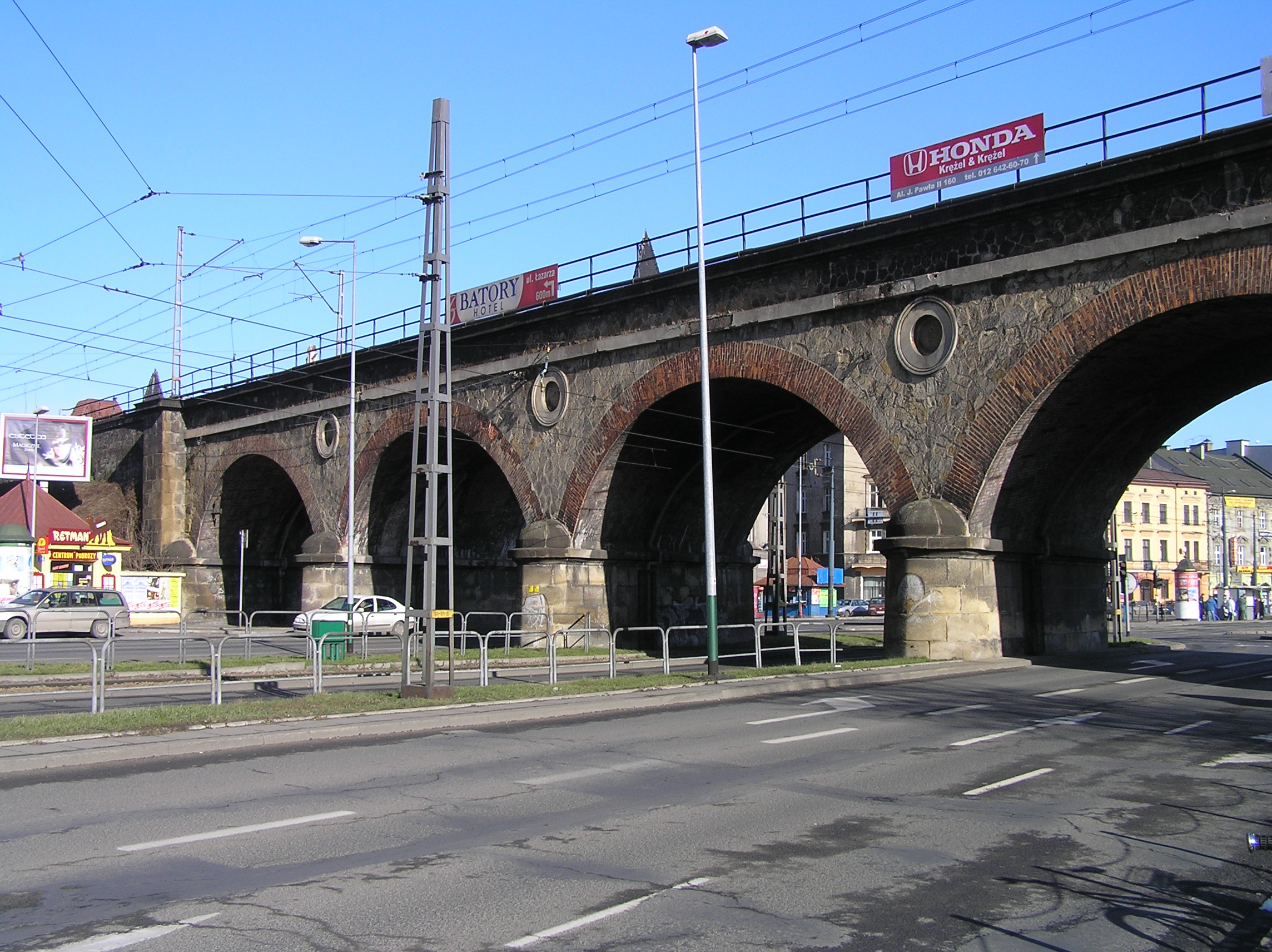
Wiadukt widziany od strony ul. Józefa Dietla (stan na 2008)
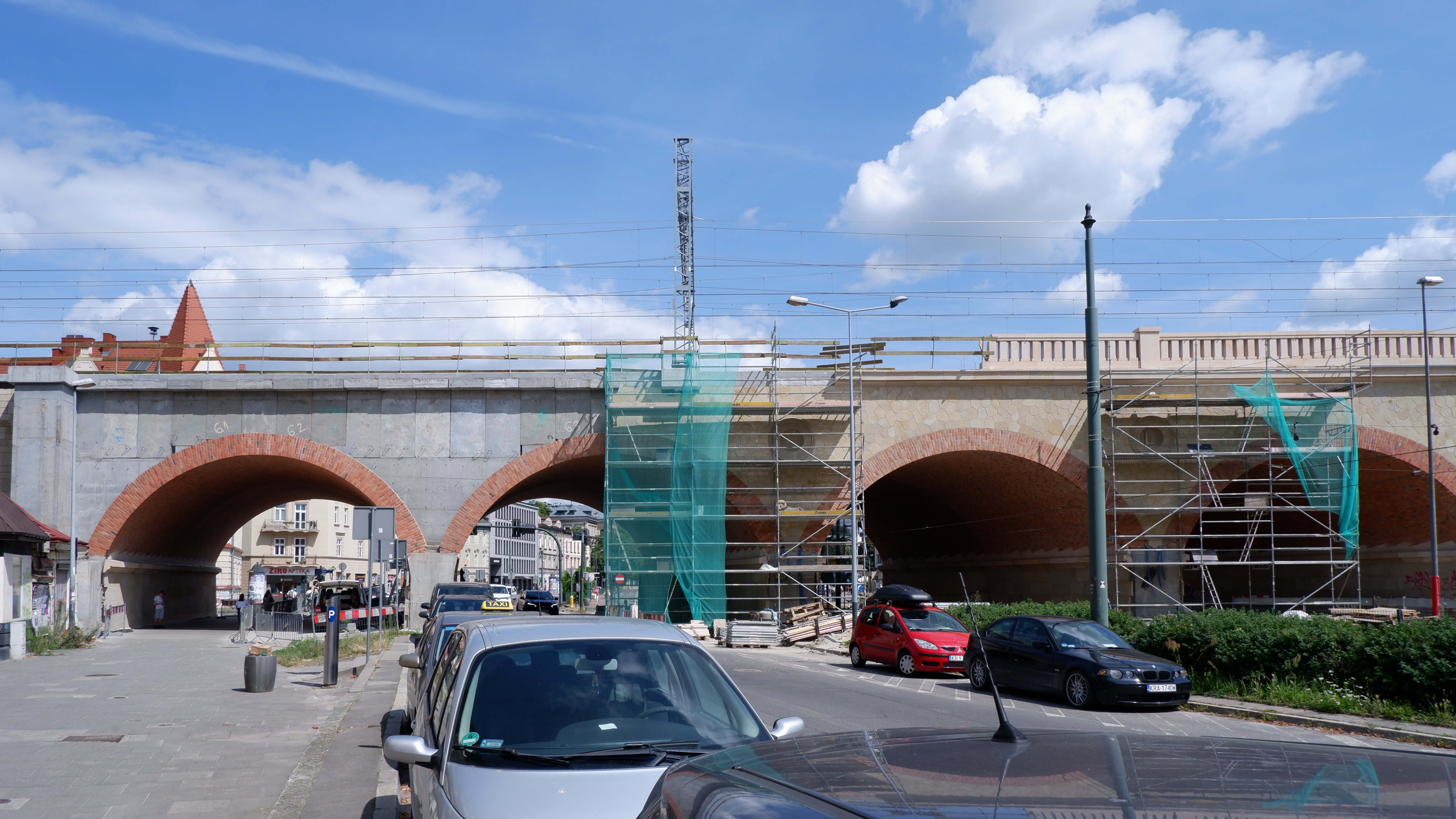
Budowa nowego, żelbetonowego wiaduktu nawiązującego wyglądem do wiaduktu historycznego - widok od strony ul. Józefa Dietla (stan na lipiec 2023)
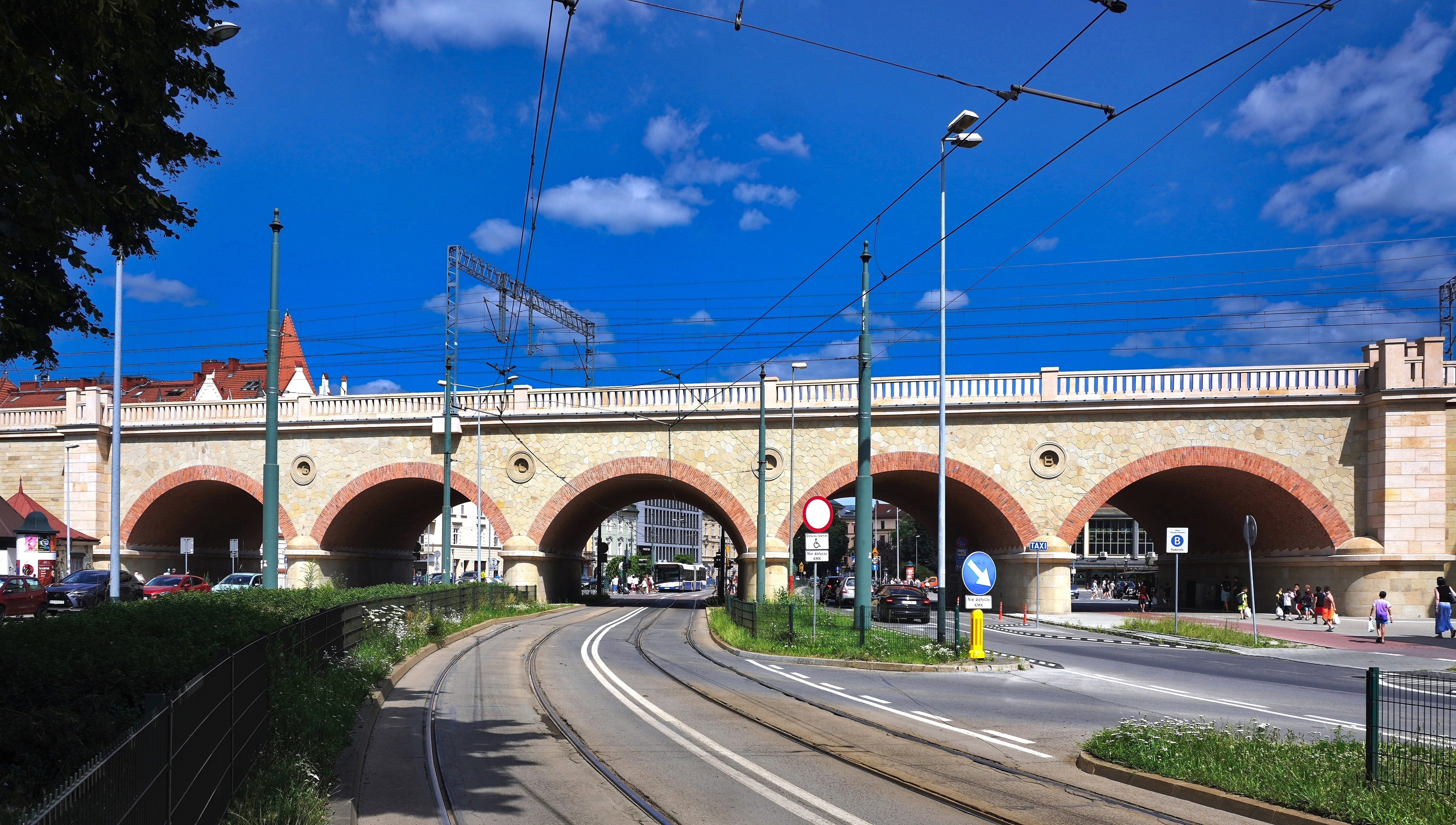
Elewacja zachodnia, widok z ul. Józefa Dietla (2024)